# Alioranus
Alioranus es un género de arañas araneomorfas de la familia Linyphiidae. Se encuentra en la zona paleártica. 

## Lista de especies
Según The World Spider Catalog 12.0:
- Alioranus avanturus Andreeva & Tyschchenko, 1970
- Alioranus diclivitalis Tanasevitch, 1990
- Alioranus distinctus Caporiacco, 1935
- Alioranus minutissimus Caporiacco, 1935
- Alioranus pastoralis (O. Pickard-Cambridge, 1872)
- Alioranus pauper (Simon, 1881)